# يان تيري
يان تيري (بالإنجليزية: Ian Terry)‏ هو مهندس أمريكي، ولد في 19 مارس 1991 في بيتسبرغ في الولايات المتحدة.